# Game Arts
K.K. Game Arts (Eigenschrift: GAME ARTS Co.,Ltd.) (japanisch 株式会社ゲームアーツ, Kabushiki kaisha Gēmu Ātsu) ist ein japanischer Hersteller von Videospielen. Game Arts ist bekannt für seine Konsolenrollenspiele, darunter die Serien Grandia und Lunar.

## Geschichte
Gegründet wurde das Unternehmen 1985 ursprünglich als PC-Softwarehersteller, verlagerte sich dann auf Konsolen- und Handheld-Spielen. Ziel war es, eine neue Dimension von Videospielen zu erschaffen, die ihren Schwerpunkt in der Kunst hat. Game Arts ist Mitglied der CESA (Computer Entertainment Supplier’s Association) in Japan und kooperiert mit Firmen wie Square Enix, Bandai, Koei und GungHo Online Entertainment.
Als erstes Spiel, von Game Arts, durfte sich das Action-Spiel Thexder beweisen, welches für den PC erschien. Auch eine Vielzahl von Mah-Jongg-bezogenen Spielen wurden für das japanische Publikum produziert. Doch in der westlichen Welt ist Game Arts eher für die Rollenspiele Grandia und Lunar bekannt. Angestellte der Firma haben an Super Smash Bros. Brawl mitentwickelt, welches für die Wii veröffentlicht wurde.
Im Oktober 2005 wurde das Unternehmen von GungHo Online Entertainment übernommen. Am 22. April 2009 veröffentlichte Game Arts den ersten Grandia-Teil auf PlayStation Network, um für die Bekanntgebung von Grandia Online zu werben. Bekannt wurde auch gegeben, dass die Firma weiterhin an Grandia-Teilen arbeiten wird.
Im April 2016 wurde bekanntgegeben, dass das Team in das Pacific Century Place Marunouchi-Gebäude in Marunouchi, Tokio gezogen ist.

## Ludografie
| Veröffentlichung | Titel | Plattform                 | Publisher                                                                                            |
| --- | --- | ------------------------- | --- |
| 1985 (Japan) 1987 (Nordamerika) | Thexder | MSX, PC                   | Game Arts (Japan) Sierra Entertainment (Nordamerika)                                                 |
| April 1985 | Cuby Panic | PC                        | Game Arts                                                                                            |
| 18. Dezember 1985 (Japan) | Thexder | NES                       | SquareSoft                                                                                           |
| 1986 (Japan) 1988 (Nordamerika) | Slipheed | PC                        | Game Arts (Japan) Sierra Entertainment (Nordamerika)                                                 |
| 1987 (Japan) 1990 (Nordamerika) | Zeliard | PC                        | Game Arts (Japan) Sierra Entertainment (Nordamerika)                                                 |
| 03. Juni 1988 (Japan) | Solitaire Royale | MSX2, PC                  | Game Arts                                                                                            |
| 1989 (Japan) 1990 (Nordamerika) | Fire Hawk: Thexder – The Second Contact                                                                                    | MSX2, PC                  | Game Arts (Japan) Sierra Entertainment (Nordamerika)                                                 |
| 21. Juli 1989 (Japan) 1990 (Nordamerika) | Faria: A World of Mystery and Danger!                                                                                      | NES                       | Hi-Score Media Work (Japan) Nexoft (Nordamerika)                                                     |
| 20. Juli 1990 (Japan) | Harakiri | PC                        | Game Arts                                                                                            |
| 14. Dezember 1990 (Japan) | Gyuwamburaa (Gambler) Jiko Chuushinha                                                                                      | Sega Mega Drive/Genesis   | Game Arts                                                                                            |
| 28. Dezember 1991 (Japan) | Tenka Fubu | Sega Mega-CD              | Game Arts                                                                                            |
| 23. April 1992 (Nordamerika) 24. April 1992 (Japan) 1992 (Europa) | Alisia Dragoon | Sega Mega Driva/Genesis   | Game Arts (Japan) Sega (Europa & Nordamerika)                                                        |
| 26. Juni 1992 (Japan) Dezember 1993 (Nordamerika) | Lunar: The Silver Star | Sega Mega-CD              | Game Arts (Japan) Working Designs (Nordamerika)                                                      |
| 18. Dezember 1992 (Japan) | Gyuwamburaa (Gambler) Jiko Chuushinha 2                                                                                    | Sega Mega-CD              | Game Arts                                                                                            |
| 29. Januar 1993 (Japan) | Yumimi Mix | Sega Mega-CD              | Game Arts                                                                                            |
| 26. Februar 1993 (Japan) | J-League Champion Soccer                                                                                                   | Sega Mega Drive/Genesis   | Shōgakukan                                                                                           |
| 30. Juli 1993 (Japan) 1993 (Europa & Nordamerika) | Slipheed | Sega Mega-CD              | Game Arts (Japan) Sega (Europa & Nordamerika)                                                        |
| 5. November 1993 (Japan) | Jan'ou Touryumon | Sega Mega Drive/Genesis   | Game Arts                                                                                            |
| 15. April 1994 (Japan) | Urusei Yatsura: My Dear Friends                                                                                            | Sega Mega-CD              | Game Arts                                                                                            |
| 21. Dezember 1994 (Japan) September 1995 (Nordamerika) | Lunar: Eternal Blue | Sega Mega-CD              | Game Arts (Japan) Working Designs (Nordamerika)                                                      |
| 1995 (Nordamerika & Japan) | Thexder 95 | PC                        | Game Arts (Japan) Sierra Entertainment (Nordamerika)                                                 |
| 28. Juli 1995 (Japan) | Yumimi Mix Remix | Sega Saturn               | Game Arts                                                                                            |
| 12. Januar 1996 (Japan) | Lunar: Samposuru Gakuen (Mitarbeit von Ehrgeiz)                                                                            | Sega Game Gear            | Game Arts                                                                                            |
| 15. März 1996 (Japan) 1996 (Europa & Nordamerika) 12. März 1998 (Japan – Saturn Collection) | Gungriffon: The Eurasian Conflict (Japan) Gungriffon (Europa & Nordamerika)                                                | Sega Saturn               | Game Arts (Japan) Sega (Europa & Nordamerika)                                                        |
| Oktober 1996 (Japan) | Lunar: Silver Star Story (in Kooperation mit Japan Art Media)                                                              | Sega Saturn               | Kadokawa Games                                                                                       |
| 18. Oktober 1996 (Japan) | Tokyo Mahjong Land | Sega Saturn               | Game Arts                                                                                            |
| 27. Dezember 1996 (Japan) 14. Februar 1997 (Japan – Neuauflage) | Daina Airan | Sega Saturn               | Game Arts                                                                                            |
| Juli 1997 (Japan) | Lunar: Silver Star Story Complete (in Kooperation mit Japan Art Media und Kadokawa Games)                                  | Sega Saturn               | Entertainment Software Publishing                                                                    |
| Oktober 1997 (Japan) | Mahō Gakuen Lunar! | Sega Saturn               | Entertainment Software Publishing                                                                    |
| 18. Dezember 1997 (Japan) 26. November 1998 (Japan – Memorial Package) | Grandia | Sega Saturn               | Entertainment Software Publishing                                                                    |
| 23. April 1998 (Japan) | Gungriffon II | Sega Saturn               | Entertainment Software Publishing                                                                    |
| 28. Mai 1998 (Japan) 28. April 1999 (Japan – PlayStation the Best) 30. April 1999 (Nordamerika) 1. Juni 1998 (Nordamerika – Fan Art Edition) 06. Februar 2002 (Nordamerika – limitierte Wiederveröffentlichung) | Lunar: Silver Star Story Complete (in Kooperation mit Japan Art Media und Kadokawa Games)                                  | PlayStation               | Entertainment Software Publishing (Japan) Working Designs (Nordamerika)                              |
| 28. Mai 1998 (Japan) | Grandia: Digital Museum | Sega Saturn               | Entertainment Software Publishing                                                                    |
| Juli 1998 (Japan) | Lunar 2: Eternal Blue | Sega Saturn               | Entertainment Software Publishing                                                                    |
| 1998 (Japan) 1998 (Südkorea) | Lunar: Silver Story Complete (in Kooperation mit Japan Art Media und Kadokawa Games)                                       | PC                        | Entertainment Software Publishing                                                                    |
| 27. Mai 1999 (Japan) 07. September 2000 (Japan – Kakukawa Best) 15. Dezember 2000 (Nordamerika) | Lunar 2: Eternal Blue Complete (in Kooperation mit Japan Art Media und Kadokawa Games)                                     | PlayStation               | Entertainment Software Publishing (Japan) Working Designs (Nordamerika)                              |
| 24. Juni 1999 (Japan) 30. September 1999 (Nordamerika) 30. März 2000 (Europa) 27. Juli 2000 (Japan – PlayStation the Best)                                                                                      | Grandia | PlayStation               | Entertainment Software Publishing (Japan) Sony Computer Entertainment (Nordamerika) Ubisoft (Europa) |
| 22. Juni 2000 (Japan) | Gyuwamburaa (Gambler) Jiko Chuushinha: Tokyo Mahjong Land                                                                  | PlayStation               | Entertainment Software Publishing                                                                    |
| 03. August 2000 (Japan) 06. Dezember 2000 (Nordamerika) 23. Februar 2001 (Europa) 23. Mai 2002 (Japan – DriKore)                                                                                                | Grandia II | Dreamcast                 | Entertainment Software Publishing (Japan) Ubisoft (Europa & Nordamerika)                             |
| 10. August 2000 (Japan) 24. Oktober 2000 (Nordamerika) 12. Juli 2002 (Europa) 01. August 2002 (Japan – PlayStation 2 the Best)                                                                                  | Gungriffon Blaze | PlayStation 2             | Capcom (Japan) Working Designs (Nordamerika) Swing! Entertainment (Europa)                           |
| 21. September 2000 (Japan) 23. April 2001 (Nordamerika) 11. Mai 2001 (Europa) 019. Juli 2002 (Europa – Wiederveröffentlichung)                                                                                  | Spilheed: The Lost Planet (in Kooperation mit Treasure und Tomy)                                                           | PlayStation 2             | Capcom (Japan) Working Designs (Nordamerika) Swing! Entertainment (Europa)                           |
| 22. Dezember 2000 (Japan) | Grandia: Parallel Trippers (in Kooperation mit Hudson Soft)                                                                | Game Boy Color            | Entertainment Software Publishing                                                                    |
| 12. April 2001 (Japan) 10. Dezember 2001 (Nordamerika) | Lunar Legend (in Kooperation mit Japan Media Art)                                                                          | Game Boy Advance          | Media Rings (Japan) Ubisoft (Nordamerika)                                                            |
| 01. November 2001 (Japan) | Chenwen no Sangokushi | PlayStation 2             | Entertainment Software Publishing                                                                    |
| 28. Januar 2002 (Nordamerika) 21. Februar 2002 (Japan) 28. März 2002 (Europa) | Grandia II (Portierung von Rocket Studio)                                                                                  | PlayStation 2             | Enix Corporation (Japan) Ubisoft (Europa & Nordamerika)                                              |
| 31. Januar 2002 (Japan) 30. September 2002 (Nordamerika) | Grandia Xtreme | PlayStation 2             | Enix Corporation                                                                                     |
| 10. März 2002 (Nordamerika) 12. April 2002 (Europa) | Grandia II (Portierung von Rocket Studio)                                                                                  | PC                        | Ubisoft                                                                                              |
| 3. Juni 2002 (Nordamerika) 27. Juni 2002 (Japan) 6. Dezember 2002 (Europa) | Bomberman Generation | Nintendo GameCube         | Majesco Entertainment (Nordamerika) Hudson Soft (Japan) Vivendi Universal Games (Europa)             |
| 14. Dezember 2004 (Nordamerika) 16. Dezember 2004 (Japan) 8. April 2005 (Europa) | Gungriffon: Allied Strike                                                                                                  | Xbox                      | Tecmo                                                                                                |
| 25. August 2005 (Japan) 27. September (Nordamerika) 17. Februar 2006 (Europa) | Lunar Genesis (Europa & Japan) Lunar: Dragon Song (Nordamerika) (in Kooperation mit Japan Art Media und Rising Star Games) | Nintendo DS               | Marvelous Entertainment (Japan) Ubisoft (Nordamerika) Atari (Europa)                                 |
| 04. August 2005 (Japan) 14. Februar 2006 (Nordamerika) | Grandia III | PlayStation 2             | Square Enix                                                                                          |
| 28. September 2006 (Japan) 29. Juni 2007 (Europa) 10. Juli 2007 (Nordamerika) | Project Sylpheed (in Kooperation mit Square Enix und Seta Corporation)                                                     | Xbox 360                  | Microsoft Corporation                                                                                |
| 31. Januar 2008 (Japan) 9. März 2008 (Nordamerika) 27. Juni 2008 (Europa) | Super Smash Bros. Brawl (in Kooperation mit Sora Ltd. und Nintendo)                                                        | Wii                       | Nintendo                                                                                             |
| 22. April 2009 (Japan) 25. Februar 2010 (Nordamerika) 10. November 2010 (Europa) | Grandia (in Kooperation mit Entertainment Software Publishing)                                                             | PSN – PlayStation 3       | D3 Publisher (Japan) Sony Computer Entertainment (Europa & Nordamerika)                              |
| 22. September 2009 (Nordamerika) 25. September 2009 (Europa) | Teenage Mutant Ninja Turtles: Smash-Up                                                                                     | Wii, PlayStation 2        | Ubisoft                                                                                              |
| 27. Oktober 2009 (Japan) 28. Dezember 2009 (Nordamerika) | The Magic Obelisk | Wii                       | GungHo Online Entertainment                                                                          |
| 19. November 2009 (Japan) 02. März 2010 (Nordamerika) | Lunar: Silver Star Harmony                                                                                                 | PlayStation Portable, PSN | GungHo Online Entertainment (Japan) Xseed Games (Nordamerika)                                        |
| 02. Februar 2012 (Japan) 11. September 2012 (Nordamerika) | Ragnarok Odyssey | PlayStation Vita, PSN     | GungHo Online Entertainment (Japan) Xseed Games (Nordamerika)                                        |
| 05. Juli 2012 (Japan) | Dokuro | PlayStation Vita, PSN     | GungHo Online Entertainment (Japan)                                                                  |
| 19. November 2014 (Japan) | Grandia II | PSN – PlayStation 3       | |
| 17. Dezember 2014 (Japan) | Grandia Xtreme | PSN – PlayStation 3       | |
| 21. Januar 2015 (Japan) 19. Juli 2016 (Nordamerika) | Grandia III | PSN – PlayStation 3       | |
| 24. August 2015 | Grandia II: Anniversary Edition                                                                                            | PC (Steam)                | GungHo Online Entertainment                                                                          |
| 09. März 2016 (Japan) | Gyuwamburaa (Gambler) Jiko Chuushinha                                                                                      | PSN – PlayStation 3       | |